# 平野信孝
平野 信孝（ひらの のぶたか、1972年12月5日 - ）は、日本の元男子バレーボール選手、指導者。

## 来歴
愛知県海部郡七宝町（現在のあま市）出身。七宝中学1年次から家族の影響でバレーを始める。美和高校から東海大学へと進学する。学生時代に世界ユース、世界ジュニア、アジアジュニアを経験した。
1995年4月、日本たばこ産業（JT）入社、JTサンダーズへ入団した。同年度の第1回Vリーグで新人賞、同年度の黒鷲旗では若鷲賞を獲得した。以降JTのエースとして活躍していく。
一方全日本代表では1996年から選抜され、1998年世界選手権、1999年ワールドカップに出場した。
2006-07シーズンに10シーズン230試合以上出場達成し、JTでは初となるVリーグ栄誉賞を受賞した。2007-2008シーズンを最後に現役引退、リーグ通算で1193得点を挙げた。
2008年JTサンダーズのコーチに就任した。2012年を以てコーチも退任し、JTでの社業に専念する。2018年、副部長としてチームに復帰。2020年、ゼネラルマネージャーに就任。2024年に部長に就任した。

## 球歴・受賞歴
- 全日本代表 - 1996-1999年
  - 世界選手権 - 1998年
  - ワールドカップ - 1999年
  - ワールドリーグ - 1996年、1997年
- 受賞歴
  - 第1回Vリーグ - 新人賞
  - 第44回黒鷲旗全日本選手権大会 - 若鷲賞
  - Vリーグ栄誉賞

## 所属チーム
- 七宝町立七宝中学校
- 愛知県立美和高等学校
- 東海大学
- JTサンダーズ（1995-2008年）

## 参考資料
- JTサンダーズ スタッフプロフィール - JT公式（Internet Archive）